# Сборная Узбекистана по мини-футболу
Национальная сборная Узбекистана по мини-футболу (и футзалу) (узб. O'zbekiston milliy mini-futbol terma jamoasi) — представляет Узбекистан на международных соревнованиях по мини-футболу (и футзалу). Контролируется Федерацией футбола Узбекистана и Ассоциацией футзала Узбекистана. Член ФИФА и АФК. Является одной из сильнейших сборных Азии и постсоветского пространства. По состоянию на 3 сентября 2017 года, сборная Узбекистана занимает 30-е место среди 158 стран в мировом рейтинге сборных по мини-футболу

## Турнирные достижения

### Чемпионат мира по мини-футболу
| Чемпионат мира       | Чемпионат мира                     | Чемпионат мира                     | Чемпионат мира                     | Чемпионат мира                     | Чемпионат мира                     | Чемпионат мира                     | Чемпионат мира                     | Чемпионат мира                     |                                    |
| Год и страна-хозяйка | Этап                               | Матчи                              | Победы                             | Ничьи                              | Поражения                          | ЗМ                                 | ПМ                                 | РМ                                 |                                    |
| -------------------- | ---------------------------------- | ---------------------------------- | ---------------------------------- | ---------------------------------- | ---------------------------------- | ---------------------------------- | ---------------------------------- | ---------------------------------- | ---------------------------------- |
| Нидерланды 1989      | Не участвовала даже в квалификации | Не участвовала даже в квалификации | Не участвовала даже в квалификации | Не участвовала даже в квалификации | Не участвовала даже в квалификации | Не участвовала даже в квалификации | Не участвовала даже в квалификации | Не участвовала даже в квалификации | Не участвовала даже в квалификации |
| Гонконг 1992         | Не участвовала даже в квалификации | Не участвовала даже в квалификации | Не участвовала даже в квалификации | Не участвовала даже в квалификации | Не участвовала даже в квалификации | Не участвовала даже в квалификации | Не участвовала даже в квалификации | Не участвовала даже в квалификации | Не участвовала даже в квалификации |
| Испания 1996         | Не участвовала даже в квалификации | Не участвовала даже в квалификации | Не участвовала даже в квалификации | Не участвовала даже в квалификации | Не участвовала даже в квалификации | Не участвовала даже в квалификации | Не участвовала даже в квалификации | Не участвовала даже в квалификации | Не участвовала даже в квалификации |
| Гватемала 2000       | Не смогла пройти квалификацию      | Не смогла пройти квалификацию      | Не смогла пройти квалификацию      | Не смогла пройти квалификацию      | Не смогла пройти квалификацию      | Не смогла пройти квалификацию      | Не смогла пройти квалификацию      | Не смогла пройти квалификацию      | Не смогла пройти квалификацию      |
| Тайвань 2004         | Не смогла пройти квалификацию      | Не смогла пройти квалификацию      | Не смогла пройти квалификацию      | Не смогла пройти квалификацию      | Не смогла пройти квалификацию      | Не смогла пройти квалификацию      | Не смогла пройти квалификацию      | Не смогла пройти квалификацию      | Не смогла пройти квалификацию      |
| Бразилия 2008        | Не смогла пройти квалификацию      | Не смогла пройти квалификацию      | Не смогла пройти квалификацию      | Не смогла пройти квалификацию      | Не смогла пройти квалификацию      | Не смогла пройти квалификацию      | Не смогла пройти квалификацию      | Не смогла пройти квалификацию      | Не смогла пройти квалификацию      |
| Таиланд 2012         | Не смогла пройти квалификацию      | Не смогла пройти квалификацию      | Не смогла пройти квалификацию      | Не смогла пройти квалификацию      | Не смогла пройти квалификацию      | Не смогла пройти квалификацию      | Не смогла пройти квалификацию      | Не смогла пройти квалификацию      | Не смогла пройти квалификацию      |
| Колумбия 2016        | Групповой этап                     | 3                                  | 0                                  | 1                                  | 2                                  | 5                                  | 11                                 | -6                                 |                                    |
| Литва 2021           | 1/8 финала                         | 4                                  | 1                                  | 0                                  | 3                                  | 16                                 | 19                                 | -3                                 |                                    |
| Узбекистан 2024      | Групповой этап                     | 3                                  | 0                                  | 1                                  | 2                                  | 7                                  | 12                                 | -5                                 |                                    |
| Всего                | 1/8 финала                         | 10                                 | 1                                  | 2                                  | 7                                  | 28                                 | 42                                 | -14                                |                                    |

### Чемпионат Азии по мини-футболу
| Чемпионат Азии       | Чемпионат Азии    | Чемпионат Азии | Чемпионат Азии | Чемпионат Азии | Чемпионат Азии | Чемпионат Азии | Чемпионат Азии | Чемпионат Азии |
| Год и страна-хозяйка | Этап              | Матчи          | Победы         | Ничьи          | Поражения      | ЗМ             | ПМ             | РМ             |
| -------------------- | ----------------- | -------------- | -------------- | -------------- | -------------- | -------------- | -------------- | -------------- |
| Малайзия 1999        | Групповой этап    | 3              | 1              | 1              | 1              | 18             | 12             | +6             |
| Таиланд 2000         | Групповой этап    | 4              | 2              | 0              | 2              | 26             | 17             | +9             |
| Иран 2001            | Серебряный призёр | 7              | 5              | 1              | 1              | 30             | 22             | +8             |
| Индонезия 2002       | 1/4 финала        | 4              | 2              | 0              | 2              | 12             | 8              | +4             |
| Иран 2003            | 1/4 финала        | 4              | 2              | 0              | 2              | 12             | 12             | 0              |
| Макао 2004           | Четвёртое место   | 7              | 4              | 0              | 3              | 29             | 17             | +12            |
| Вьетнам 2005         | Бронзовый призёр  | 7              | 6              | 0              | 1              | 47             | 12             | +35            |
| Узбекистан 2006      | Серебряный призёр | 5              | 4              | 0              | 1              | 22             | 8              | +14            |
| Япония 2007          | Бронзовый призёр  | 6              | 4              | 0              | 2              | 19             | 20             | -1             |
| Таиланд 2008         | 1/4 финала        | 4              | 3              | 0              | 1              | 20             | 8              | +12            |
| Узбекистан 2010      | Серебряный призёр | 6              | 5              | 0              | 1              | 23             | 18             | +5             |
| ОАЭ 2012             | 1/4 финала        | 4              | 2              | 1              | 1              | 15             | 9              | +6             |
| Вьетнам 2014         | Бронзовый призёр  | 6              | 4              | 1              | 1              | 15             | 16             | -1             |
| Узбекистан 2016      | Серебряный призёр | 6              | 4              | 1              | 1              | 12             | 7              | +5             |
| Тайвань 2018         | Бронзовый призёр  | 6              | 3              | 1              | 2              | 27             | 20             | +7             |
| Всего                | 15/15             | 79             | 51             | 6              | 22             | 330            | 206            | +124           |

### Азиатские игры по боевым искусствам и состязаниям в помещениях

#### Мужчины
| Азиатские игры по боевым искусствам и состязаниям в помещениях | Азиатские игры по боевым искусствам и состязаниям в помещениях | Азиатские игры по боевым искусствам и состязаниям в помещениях | Азиатские игры по боевым искусствам и состязаниям в помещениях | Азиатские игры по боевым искусствам и состязаниям в помещениях | Азиатские игры по боевым искусствам и состязаниям в помещениях | Азиатские игры по боевым искусствам и состязаниям в помещениях | Азиатские игры по боевым искусствам и состязаниям в помещениях | Азиатские игры по боевым искусствам и состязаниям в помещениях |
| Год и страна-хозяйка                                           | Этап                                                           | Матчи                                                          | Победы                                                         | Ничьи                                                          | Поражения                                                      | ЗМ                                                             | ПМ                                                             | РМ                                                             |
| -------------------------------------------------------------- | -------------------------------------------------------------- | -------------------------------------------------------------- | -------------------------------------------------------------- | -------------------------------------------------------------- | -------------------------------------------------------------- | -------------------------------------------------------------- | -------------------------------------------------------------- | -------------------------------------------------------------- |
| Таиланд 2005                                                   | Бронзовый призёр                                               | 5                                                              | 3                                                              | 0                                                              | 2                                                              | 25                                                             | 12                                                             | +13                                                            |
| Макао 2007                                                     | Бронзовый призёр                                               | 6                                                              | 3                                                              | 1                                                              | 2                                                              | 23                                                             | 9                                                              | +14                                                            |
| Вьетнам 2009                                                   | Бронзовый призёр                                               | 5                                                              | 4                                                              | 0                                                              | 1                                                              | 16                                                             | 8                                                              | +8                                                             |
| Южная Корея 2013                                               | 1/4 финала                                                     | 3                                                              | 2                                                              | 0                                                              | 1                                                              | 20                                                             | 8                                                              | +12                                                            |
| Всего                                                          | 4/4                                                            | 19                                                             | 13                                                             | 1                                                              | 5                                                              | 84                                                             | 37                                                             | +47                                                            |

#### Женщины
| Азиатские игры по боевым искусствам и состязаниям в помещениях | Азиатские игры по боевым искусствам и состязаниям в помещениях | Азиатские игры по боевым искусствам и состязаниям в помещениях | Азиатские игры по боевым искусствам и состязаниям в помещениях | Азиатские игры по боевым искусствам и состязаниям в помещениях | Азиатские игры по боевым искусствам и состязаниям в помещениях | Азиатские игры по боевым искусствам и состязаниям в помещениях | Азиатские игры по боевым искусствам и состязаниям в помещениях | Азиатские игры по боевым искусствам и состязаниям в помещениях |
| Год и страна-хозяйка                                           | Этап                                                           | Матчи                                                          | Победы                                                         | Ничьи                                                          | Поражения                                                      | ЗМ                                                             | ПМ                                                             | РМ                                                             |
| -------------------------------------------------------------- | -------------------------------------------------------------- | -------------------------------------------------------------- | -------------------------------------------------------------- | -------------------------------------------------------------- | -------------------------------------------------------------- | -------------------------------------------------------------- | -------------------------------------------------------------- | -------------------------------------------------------------- |
| Таиланд 2005                                                   | Чемпион                                                        | 4                                                              | 4                                                              | 0                                                              | 0                                                              | 19                                                             | 9                                                              | +10                                                            |
| Макао 2007                                                     | Бронзовый призёр                                               | 4                                                              | 2                                                              | 1                                                              | 1                                                              | 14                                                             | 8                                                              | +6                                                             |
| Вьетнам 2009                                                   | Групповой этап                                                 | 2                                                              | 0                                                              | 0                                                              | 2                                                              | 4                                                              | 11                                                             | -7                                                             |
| Южная Корея 2013                                               | Групповой этап                                                 | 3                                                              | 0                                                              | 1                                                              | 2                                                              | 2                                                              | 14                                                             | -12                                                            |
| Total                                                          | 4/4                                                            | 13                                                             | 6                                                              | 2                                                              | 5                                                              | 39                                                             | 42                                                             | −3                                                             |

### Гран-при по мини-футболу
| Гран-при по мини-футболу | Гран-при по мини-футболу | Гран-при по мини-футболу | Гран-при по мини-футболу | Гран-при по мини-футболу | Гран-при по мини-футболу | Гран-при по мини-футболу | Гран-при по мини-футболу | Гран-при по мини-футболу |
| Год и страна-хозяйка     | Этап                     | Матчи                    | Победы                   | Ничьи                    | Поражения                | ЗМ                       | ПМ                       | РМ                       |
| ------------------------ | ------------------------ | ------------------------ | ------------------------ | ------------------------ | ------------------------ | ------------------------ | ------------------------ | ------------------------ |
| Бразилия 2005            | Не участвовала           | -                        | -                        | -                        | -                        | -                        | -                        | -                        |
| Бразилия 2006            | Не участвовала           | -                        | -                        | -                        | -                        | -                        | -                        | -                        |
| Бразилия 2007            | Групповой этап           | 3                        | 1                        | 1                        | 1                        | 5                        | 6                        | -1                       |
| Бразилия 2008            | Не участвовала           | -                        | -                        | -                        | -                        | -                        | -                        | -                        |
| Бразилия 2009            | Не участвовала           | -                        | -                        | -                        | -                        | -                        | -                        | -                        |
| Бразилия 2010            | Не участвовала           | -                        | -                        | -                        | -                        | -                        | -                        | -                        |
| Бразилия 2011            | Не участвовала           | -                        | -                        | -                        | -                        | -                        | -                        | -                        |
| Бразилия 2013            | Не участвовала           | -                        | -                        | -                        | -                        | -                        | -                        | -                        |
| Бразилия 2014            | Не участвовала           | -                        | -                        | -                        | -                        | -                        | -                        | -                        |
| Бразилия 2015            | Не участвовала           | -                        | -                        | -                        | -                        | -                        | -                        | -                        |
| Бразилия 2016            | Не участвовала           | -                        | -                        | -                        | -                        | -                        | -                        | -                        |
| Всего                    | 1/11                     | 3                        | 1                        | 1                        | 1                        | 5                        | 6                        | -1                       |

## Текущий состав
Состав сборной составлен по заявке игроков на Чемпионат мира по мини-футболу 2016, который проходит в Колумбии.
| №  | Амплуа  | Игрок               | Дата рождения             | Клуб        |
| -- | ------- | ------------------- | ------------------------- | ----------- |
| 1  | Вратарь | Руста́м Ума́ров       | 26 мая 1984 (41 год)      | Алмалы́к     |
| 2  | Вратарь | Акма́ль Хазратку́лов  | 31 марта 1990 (35 лет)    | Дустли́к-AIN |
| 3  | Игрок   | Шухра́т Таджиба́ев    | 18 февраля 1981 (44 года) | Алмалы́к     |
| 4  | Игрок   | Джавло́н Ано́ров      | 8 мая 1984 (41 год)       | Алмалы́к     |
| 5  | Игрок   | Константи́н Свири́дов | 11 марта 1988 (37 лет)    | Алмалы́к     |
| 6  | Игрок   | Арту́р Юну́сов        | 8 октября 1987 (37 лет)   | А́рдус       |
| 7  | Игрок   | Фархо́д Абдумавло́нов | 12 ноября 1987 (37 лет)   | А́рдус       |
| 8  | Игрок   | Дильшо́д Ирсали́ев    | 31 декабря 1983 (41 год)  | А́рдус       |
| 9  | Игрок   | Давро́н Чори́ев       | 1 января 1993 (32 года)   | А́рдус       |
| 10 | Игрок   | Дильшо́д Рахма́тов    | 4 декабря 1989 (35 лет)   | А́рдус       |
| 11 | Игрок   | Ноди́р Элибо́ев       | 2 октября 1982 (42 года)  | А́рдус       |
| 12 | Игрок   | Ильхо́м Хамро́ев      | 25 сентября 1997 (27 лет) | А́рдус       |
| 13 | Игрок   | Феру́з Фахридди́нов   | 25 марта 1991 (34 года)   | Дустли́к-AIN |
| 14 | Игрок   | Машра́б Оди́лов       | 15 августа 1994 (30 лет)  | Бунёдко́р    |

## Матчи

### В 2016 году
| 22 января 2016 Товарищеский матч | Казахстан | 3 : 1 | Узбекистан | Алматы, Казахстан                  |
|                                  |           |       |            | Стадион: Спорткомплекс «Казахстан» |

Подробнее на: https://futsal.uz/tournament/1029007/calendar?round_id=1051664
| 23 января 2016 Товарищеский матч | Казахстан | 3 : 1 | Узбекистан | Алматы, Казахстан                  |
|                                  |           |       |            | Стадион: Спорткомплекс «Казахстан» |

| 27 января 2016 Товарищеский матч | Узбекистан | 1 : 1 | Таджикистан | Ташкент, Узбекистан        |
|                                  |            |       |             | Стадион: «Универсал Арена» |

| 28 января 2016 Товарищеский матч | Узбекистан | 11 : 2 | Таджикистан | Ташкент, Узбекистан        |
|                                  |            |        |             | Стадион: «Универсал Арена» |

| 1 февраля 2016 Товарищеский матч | Узбекистан | 3 : 3 | Вьетнам | Ташкент, Узбекистан        |
|                                  |            |       |         | Стадион: «Универсал Арена» |

| 6 февраля 2016 Товарищеский матч | Узбекистан | 5 : 0 | Иордания | Ташкент, Узбекистан        |
|                                  |            |       |          | Стадион: «Универсал Арена» |

| 10 февраля 2016 Чемпионат Азии 2016 Группа А | Узбекистан | 5 : 2 | Саудовская Аравия | Ташкент, Узбекистан      |
|                                              |            |       |                   | Стадион: ДС «Узбекистан» |

| 12 февраля 2016 Чемпионат Азии 2016 Группа А | Узбекистан | 3 : 2 | Кыргызстан | Ташкент, Узбекистан      |
|                                              |            |       |            | Стадион: ДС «Узбекистан» |

| 14 февраля 2016 Чемпионат Азии 2016 Группа А | Узбекистан | 2 : 0 | Ливан | Ташкент, Узбекистан      |
|                                              |            |       |       | Стадион: ДС «Узбекистан» |

| 17 февраля 2016 Чемпионат Азии 2016 1/4 финала | Узбекистан | 3 : 0 | Ирак | Ташкент, Узбекистан      |
|                                                |            |       |      | Стадион: ДС «Узбекистан» |

| 19 февраля 2016 Чемпионат Азии 2016 Полуфинал | Узбекистан | 2 : 2 (с.пен. 3:1) | Таиланд | Ташкент, Узбекистан      |
|                                               |            |                    |         | Стадион: ДС «Узбекистан» |

| 21 февраля 2016 Чемпионат Азии 2016 Финал | Узбекистан | 1 : 2 | Иран | Ташкент, Узбекистан      |
|                                           |            |       |      | Стадион: ДС «Узбекистан» |

| 23 апреля 2016 Товарищеский матч | Вьетнам | 2 : 2 | Узбекистан | Кария, Япония                |
|                                  |         |       |            | Стадион: «Спортс Сити Арена» |

| 24 апреля 2016 Товарищеский матч | Япония | 3 : 3 | Узбекистан | Кария, Япония                |
|                                  |        |       |            | Стадион: «Спортс Сити Арена» |

| 12 июля 2016 Товарищеский матч | Узбекистан | 3 : 3 | Таджикистан | Ташкент, Узбекистан      |
|                                |            |       |             | Стадион: ДС «Узбекистан» |

| 13 июля 2016 Товарищеский матч | Узбекистан | 2 : 1 | Таджикистан | Ташкент, Узбекистан      |
|                                |            |       |             | Стадион: ДС «Узбекистан» |

| 14 июля 2016 Товарищеский матч | Узбекистан | 5 : 5 | Таджикистан | Ташкент, Узбекистан      |
|                                |            |       |             | Стадион: ДС «Узбекистан» |

| 9 августа 2016 Товарищеский матч | Казахстан | 6 : 1 | Узбекистан | Алматы, Казахстан |

| 10 августа 2016 Товарищеский матч | Казахстан | 4 : 2 | Узбекистан | Алматы, Казахстан |

| 16 августа 2016 Товарищеский матч | Узбекистан | 3 : 3 | Азербайджан | Ташкент, Узбекистан      |
|                                   |            |       |             | Стадион: СК «Узбекистан» |

| 17 августа 2016 Товарищеский матч | Узбекистан | 2 : 6 | Азербайджан | Ташкент, Узбекистан      |
|                                   |            |       |             | Стадион: СК «Узбекистан» |

| 28 августа 2016 Товарищеский матч | Иран | 3 : 0 | Узбекистан | Мешхед, Иран |

| 29 августа 2016 Товарищеский матч | Иран | 6 : 3 | Узбекистан | Мешхед, Иран |

| 1 сентября 2016 Товарищеский матч | Португалия | 5 : 1 | Узбекистан | Порту, Португалия |

| 2 сентября 2016 Товарищеский матч | Испания | 4 : 0 | Узбекистан | Порту, Португалия |

| 7 сентября 2016 Товарищеский матч | Италия | 5 : 0 | Узбекистан | Кали, Колумбия                |
|                                   |        |       |            | Стадион: «Колизео Эль Пуэбло» |

| 11 сентября 2016 Чемпионат мира 2016 Группа А | Узбекистан | 1 : 3 | Панама | Кали, Колумбия                               |
|                                               |            |       |        | Стадион: «Колизео Эль Пуэбло» Зрителей: 7352 |

| 14 сентября 2016 Чемпионат мира 2016 Группа А | Колумбия | 3 : 3 | Узбекистан | Кали, Колумбия                               |
|                                               |          |       |            | Стадион: «Колизео Эль Пуэбло» Зрителей: 6610 |

| 17 сентября 2016 Чемпионат мира 2016 Группа А | Португалия | 5 : 1 | Узбекистан | Медельин, Колумбия                                 |
|                                               |            |       |            | Стадион: «Медельин Спортс Колизеум» Зрителей: 2032 |

### В 2017 году
| 2 мая 2017 Товарищеский матч | Узбекистан | 5 : 6 | Туркменистан | Ташкент, Узбекистан            |
|                              |            |       |              | Стадион: Дворец спорта «Ёшлик» |

| 3 мая 2017 Товарищеский матч | Узбекистан | 1 : 1 | Туркменистан | Ташкент, Узбекистан            |
|                              |            |       |              | Стадион: Дворец спорта «Ёшлик» |

| 5 августа 2017 Товарищеский матч | Таджикистан | 4 : 5 | Узбекистан | Гулистан, Таджикистан          |
|                                  |             |       |            | Стадион: Спорткомплекс «Шохин» |

| 6 августа 2017 Товарищеский матч | Таджикистан | 5 : 3 | Узбекистан | Гулистан, Таджикистан          |
|                                  |             |       |            | Стадион: Спорткомплекс «Шохин» |

### Будущие матчи
| 18 сентября 2017 Азиатские игры в помещениях 2017 | Узбекистан | –:– | ОАЭ | Ашхабад, Туркменистан            |
|                                                   |            |     |     | Стадион: Спорткомплекс «Ашхабад» |

| сентябрь 2017 Азиатские игры в помещениях 2017 | Узбекистан | –:– | Афганистан | Ашхабад, Туркменистан            |
|                                                |            |     |            | Стадион: Спорткомплекс «Ашхабад» |

| сентябрь 2017 Азиатские игры в помещениях 2017 | Китай | –:– | Узбекистан | Ашхабад, Туркменистан            |
|                                                |       |     |            | Стадион: Спорткомплекс «Ашхабад» |

| сентябрь 2017 Азиатские игры в помещениях 2017 | Узбекистан | –:– | Мальдивы | Ашхабад, Туркменистан            |
|                                                |            |     |          | Стадион: Спорткомплекс «Ашхабад» |